# Arctia wambachi
Arctia wambachi är en fjärilsart som beskrevs av Goltz 1932. Arctia wambachi ingår i släktet Arctia och familjen björnspinnare. Inga underarter finns listade i Catalogue of Life.